# 나디아 바렌틴
나디아 바랑탱(Nadia Barentin, 프랑스어 발음: [baʁɑ̃tɛ̃], 1936년 10월 17일 ~ 2011년 3월 22일)은 프랑스의 배우이다.
파리 14구에서 태어났으며 파리 15구에서 사망하였다. 사인은 암이다.

## 영화
- 패밀리 머더 파티 (2006년)
- 사운드 조각 (2005년)
- 아름다운 것들 (2002년)
- 유혹의 섬세한 기술 (2001년)
- 인 올 이노센스 (1998년)
- 위선적 영웅 (1996년)
- 세기의 결혼 성전 (1985년)
- 우리들의 이야기 (1984년)